# Orobanche flava
Il succiamele del petasites (nome scientifico Orobanche flava Mart. ex F.W.Schultz, 1829)  è una pianta parassita, appartenente alla famiglia delle Orobanchaceae.

## Etimologia
Il nome generico (Orobanche) deriva da due termini greci òrobos (= legume) e anchéin (= strozzare) e indicano il carattere parassitario di buona parte delle piante del genere di questa specie soprattutto a danno delle Leguminose (nell'antica Grecia questo nome era usato per una pianta parassita della "veccia" - Vicia sativa). L'epiteto specifico (flava) deriva dal latino flavus (= giallo puro) e fa riferimento al colore della pianta.
Il nome scientifico di questa specie è stato definito per la prima volta dal botanico tedesco Friedrich Wilhelm Schultz (1804-1876) perfezionato in seguito dal botanico, zoologo e antropologo tedesco Carl Friedrich Philipp von Martius (Erlangen, 17 aprile 1794 – Monaco di Baviera, 13 dicembre 1868) nella pubblicazione "Beitr. Kenntn. Deutsch. Orob. 9." del 1829.

## Descrizione

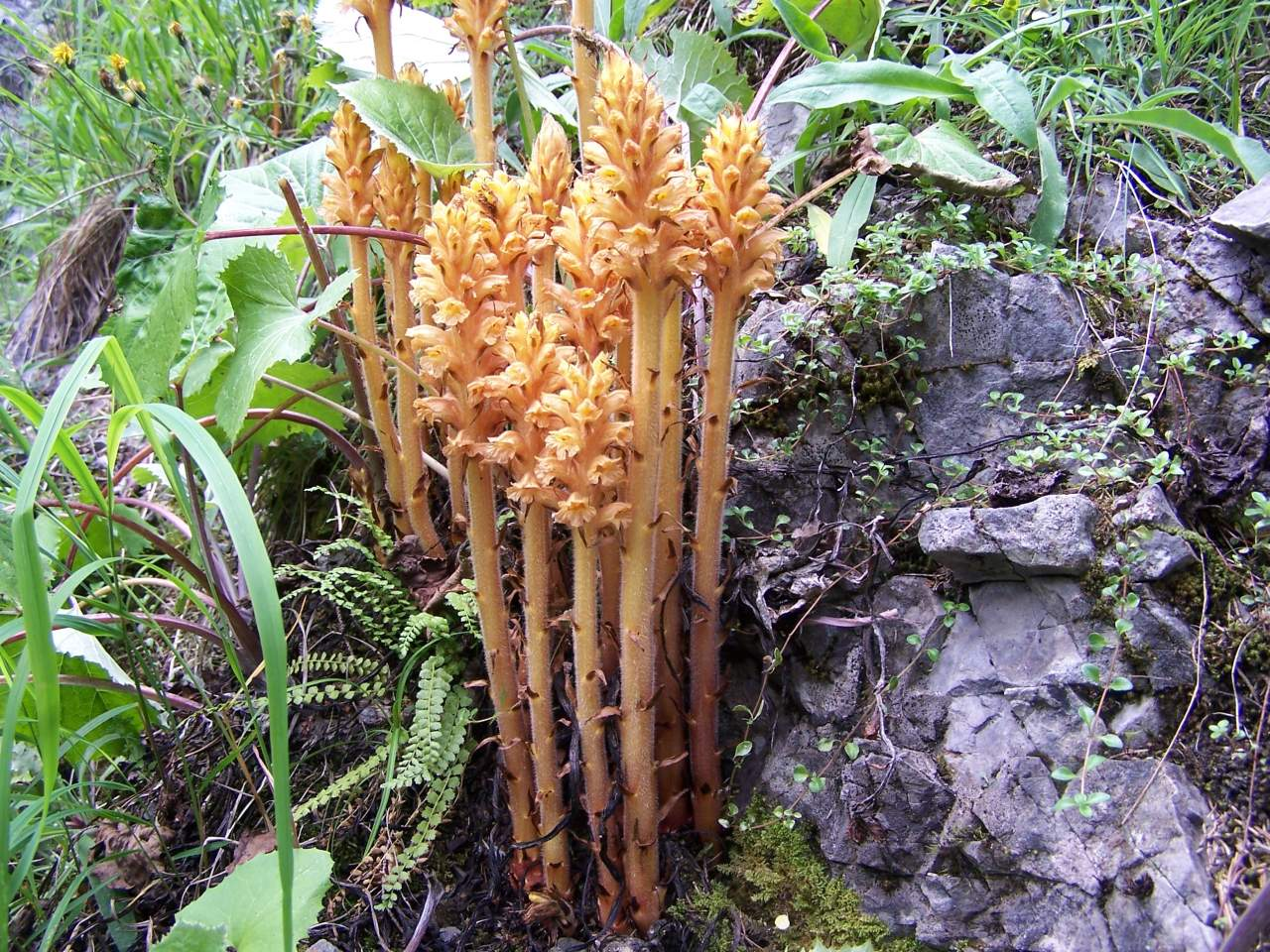
Habitat e Habitus

Queste piante sono alte da 15 a 40 cm. La forma biologica è terofita parassita (T par), sono piante erbacee che differiscono dalle altre forme biologiche poiché, essendo annuali, superano la stagione avversa sotto forma di seme e sono munite di asse fiorale eretto e spesso privo di foglie. In questa specie sono presenti anche piante con forme biologiche perenni tipo geofite parassite (G par), sono piante provviste di gemme sotterranee e radici che mostrano organi specifici per nutrirsi della linfa di altre piante (sono quindi piante parassite). Non contengono clorofilla per cui nel secco si colorano di bruno-chiaro.

### Radici
Le radici sono fascicolate e si diramano da un bulbo o rizoma centrale. Nella parte finale sono provviste di austori succhianti che parassitano l'apparato radicale delle piante ospiti.

### Fusto
La parte aerea del fusto è eretta e semplice (non ramosa); la forma è scanalata; la superficie è glabra. Gli scapi terminali sono sempre fioriferi (mai sterili).

### Foglie
Le foglie sono ridotte a delle squame spiralate ed hanno delle forme da lineari a lanceolate. Dimensione delle foglie: larghezza 5 – 6 mm; lunghezza 15 – 18 mm.

### Infiorescenza

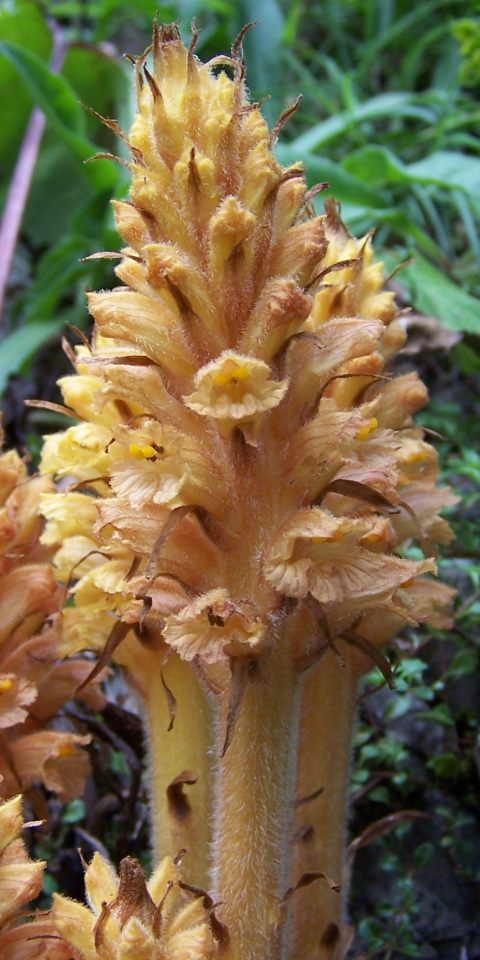
Infiorescenza

Le infiorescenze sono a forma di spiga o racemo denso e cilindrico. Le brattee dell'infiorescenza sono del tipo lesiniforme spesso sporgenti tra i fiori. Le bratteole sono assenti. Dimensione dell'infiorescenza: larghezza 3 cm; lunghezza 8 – 12 cm. Dimensione delle brattee: larghezza 2 – 3 mm; lunghezza 15 – 17 mm.

### Fiore
I fiori sono ermafroditi, zigomorfi (del tipo bilabiato), tetrameri, ossia con quattro verticilli (calice – corolla - androceo – gineceo) e pentameri (la corolla è a 5 parti, mentre il calice anch'esso a 5 parti spesso è ridotto). In questa specie i fiori alla base sono avvolti da 3 elementi: in posizione centrale è presente una brattea; su entrambi i lati è presente una lacinia calicina profondamente bifida (non sono presenti le bratteole). Lunghezza totale del fiore: 15 – 20 mm.
- Formula fiorale: per questa pianta viene indicata la seguente formula fiorale:[6]

X, K (4/5), [C (2+3), A 2+2], G (2), (supero), capsula
- Calice: il calice è gamosepalo a 3 parti, ossia quattro sepali saldati 2 a 2 tipo lacinie ben separate o collegate alla base, più una brattea centrale. I sepali sono ineguali. Dimensione del calice: 6 – 12 mm.
- Corolla: la corolla, di tipo personato, è simpetala e consiste in un tubo cilindrico, non ristretto verso le fauci, opaco all'interno e terminante in un lembo bilabiato; dei due labbri quello superiore è bilobo, mentre quello inferiore è trilobato con il lobo centrale più grande; la superficie è glabra o sparsamente cigliata. Il colore è giallo con arrossamento alle fauci. Dimensione della corolla: 16 – 19 mm.
- Androceo: l'androceo possiede quattro stami didinami (due grandi e due piccoli). I filamenti sono pelosi (almeno nella metà superiore) e sono inseriti a 1/3 del tubo corollino (circa 3 – 6 mm sopra la base). Le antere, glabre a forma ovoidale, sono disposte trasversalmente e sono provviste di due logge più o meno uguali. Le sacche polliniche hanno l'estremità inferiore a forma di freccia.[7]
- Gineceo: l'ovario, di tipo ellissoide, è supero formato da due (o tre) carpelli ed è uniloculare; le placente sono due o quattro di tipo parietale, a volte unite al centro e portanti un numero molto elevato di ovuli. Lo stilo è del tipo filiforme; lo stigma è capitato o del tipo a 2 (normalmente) - 4 lobi ed è colorato di giallo; supera le fauci della corolla.
- Fioritura: da (giugno) luglio a agosto.

### Frutti
Il frutto è una capsula loculicida a forma più o meno ovoidale. I semi, molti e minuti dalle dimensioni quasi microscopiche, contengono un embrione rudimentale indifferenziato e composto da poche cellule; sono colorati di nero ed hanno una forma oblunga.

## Riproduzione
- Impollinazione: l'impollinazione avviene tramite insetti (impollinazione entomogama).
- Riproduzione: la fecondazione avviene fondamentalmente tramite l'impollinazione dei fiori (vedi sopra).
- Dispersione: i semi cadendo a terra sono successivamente dispersi soprattutto da insetti tipo formiche (disseminazione mirmecoria).

## Biologia

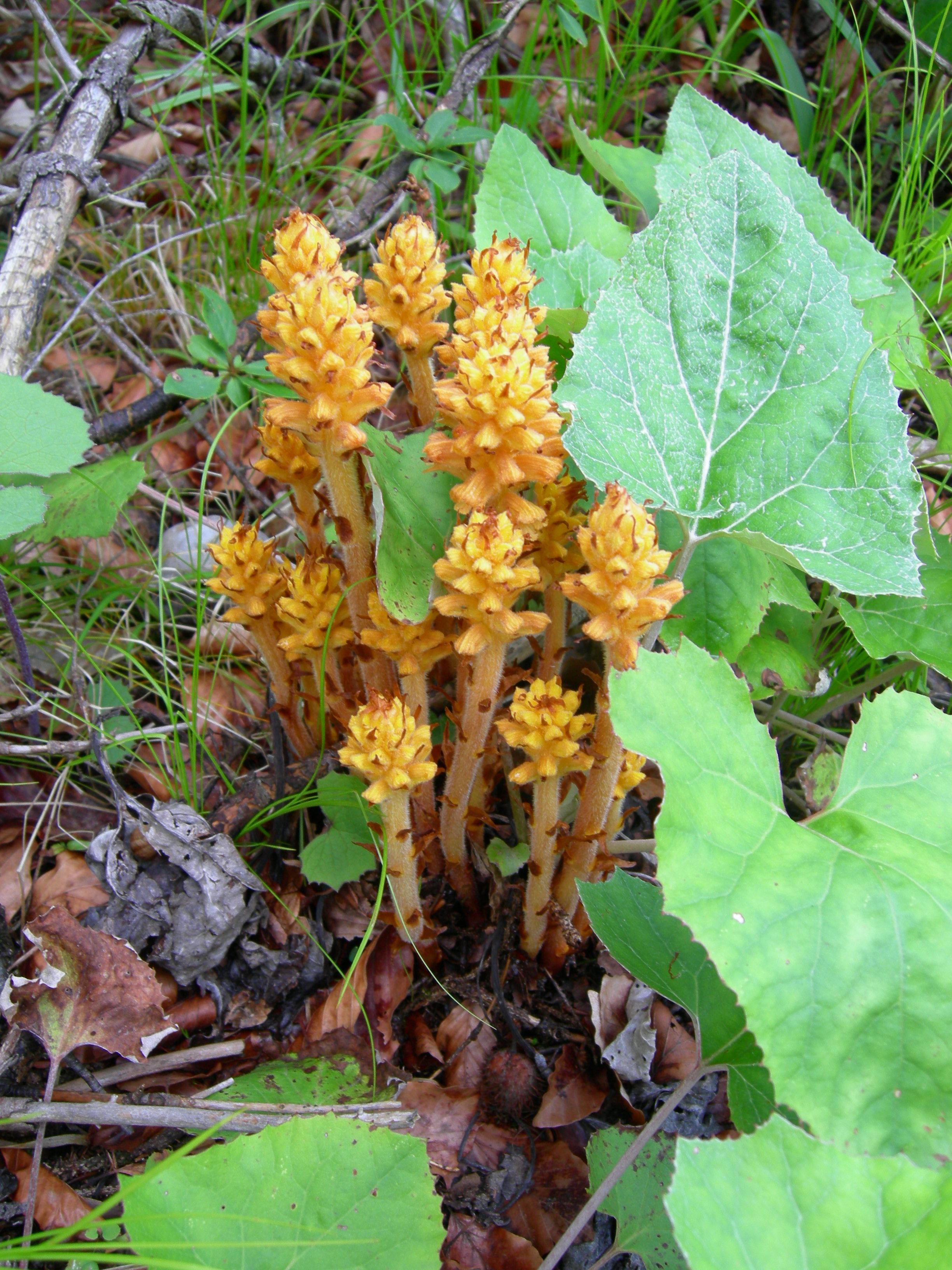
Orobanche flava con foglie di Petasites albus

Queste piante non contengono clorofilla per cui possiedono organi specifici per nutrirsi della linfa di altre piante. Le loro radici infatti sono provviste di uno o più austori connessi alle radici ospiti per ricavare sostanze nutritive. Inoltre il parassitismo di Orobanche flava è tale per cui anche i semi per germogliare hanno bisogno della presenza delle radici della pianta ospite; altrimenti le giovani piantine sono destinate ad una precoce degenerazione.
Normalmente le specie di questa voce sono parassite della specie dei generi Petasites, Tussilago e Adenostyles (famiglia Asteraceae).

## Distribuzione e habitat

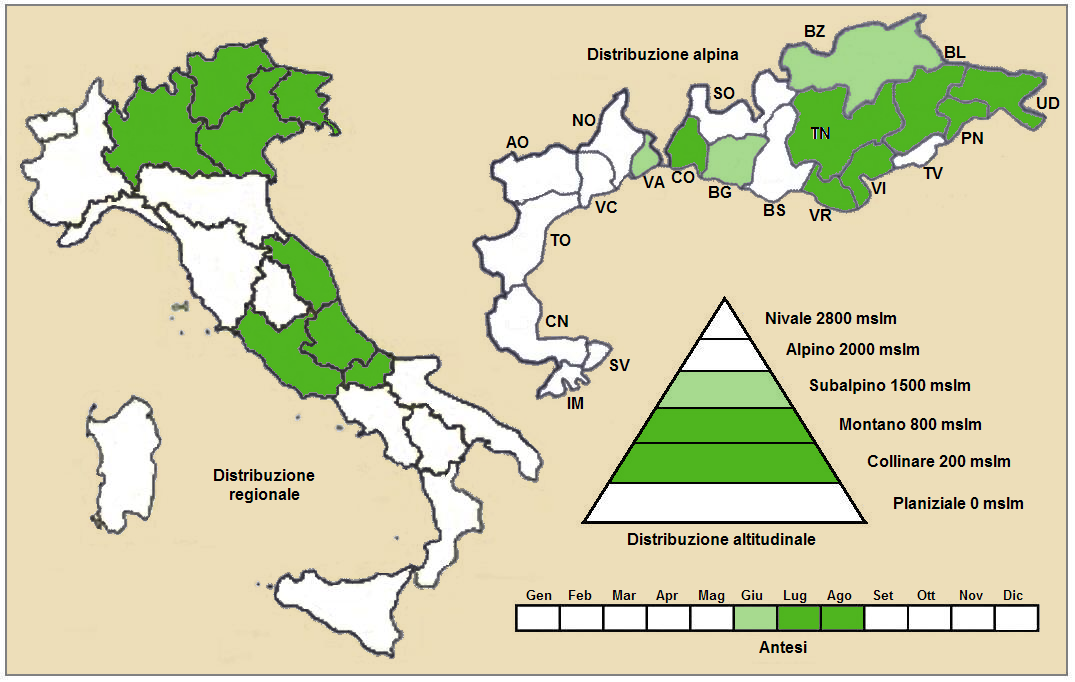
Distribuzione della pianta
(Distribuzione regionale – Distribuzione alpina)

- Geoelemento: il tipo corologico (area di origine) è Orofita Sud-europeo.
- Distribuzione: in Italia è una specie rara e si trova al Nord-Nord est. Nelle Alpi è presente soprattutto a oriente; in Francia (sempre nelle Alpi) è presente nei dipartimenti di Alpes-de-Haute-Provence e Alta Savoia), mentre in Svizzera si trova nei cantoni Berna, Ticino e Grigioni; è presente sia in Austria che in Slovenia. Sugli altri rilievi europei collegati alle Alpi si trova nel Massiccio Centrale, Monti Balcani e Carpazi.[9] Nel resto dell'Europa si trova nella fascia centrale cha va dalla Francia all'Ucraina; è presente anche in Transcaucasia e nel Marocco.[13]
- Habitat:  l'habitat tipico sono le zone con presenza delle specie ospiti (vedi paragrafo Biologia); ma anche sulle rive, in vicinanza dei corsi d'acqua, sui greti, sui ghiaioni e pietraie. Il substrato preferito è calcareo ma anche siliceo con pH neutro, alti valori nutrizionali del terreno che deve essere mediamente umido.
- Distribuzione altitudinale: sui rilievi queste piante si possono trovare da 300 fino a 1800 m s.l.m.; frequentano quindi i seguenti piani vegetazionali: collinare, montano e in parte subalpino.

### Fitosociologia
Dal punto di vista fitosociologico Orobanche flava appartiene alla seguente comunità vegetale:
Formazione: delle comunità delle fessure, delle rupi e dei ghiaioni
Classe: Thlaspietea rotundifolii

## Tassonomia
La famiglia di appartenenza della specie (Orobanchaceae) comprende soprattutto piante erbacee perenni e annuali semiparassite (ossia contengono ancora clorofilla a parte qualche genere completamente parassita) con uno o più austori connessi alle radici ospiti. È una famiglia abbastanza numerosa con circa 60 - 90 generi e oltre 1700 - 2000 specie (il numero dei generi e delle specie dipende dai vari metodi di classificazione) distribuiti in tutti i continenti.
La classificazione del genere Orobanche è problematica in quanto le varie specie differiscono una dall'altra per piccoli caratteri soprattutto nella forma del calice-corolla e per i vari colori delle parti floreali che presto tendono al bruno appena la pianta "entra" nel secco. Molte specie hanno una grande specificità dell'apparato radicale per cui una possibile distinzione è possibile tramite l'individuazione della pianta parassitata (vedi il paragrafo "Biologia").

### Filogenesi
Secondo una recente ricerca di tipo filogenetico la famiglia Orobanchaceae è composta da 6 cladi principali nidificati uno all'interno dell'altro. Il genere Orobanche si trova nel terzo clade (relativo alla tribù Orobancheae) insieme ai generi Boschniakia C. A. Mey. ex Bong. 1833, Cistanche Hoffmans. & Link 1809, Conopholis
Wallr.1825, Epifagus Nutt. 1818, Eremitilla Yatsk. & J. L. Contr., 2009, Kopsiopsis (Beck) Beck 1930, Mannagettaea Harry Sm.
1933. Orobanche è monofiletico e rappresenta il core del clade ed è “gruppo fratello” del genere Mannagettaea e quindi di tutto il resto del gruppo.
All'interno del genere Orobanche la specie Orobanche flava appartiene alla sezione Orobanche L. caratterizzata soprattutto dalla forma del calice a tre parti ossia quattro sepali saldati 2 a 2 tipo lacinie ben separate o collegate alla base, più una brattea. L'altra sezione presente in Italia (Trionychon Wallr.) è caratterizzata dal calice diviso in 5 parti: in posizione centrale è presente una brattea, mentre su entrambi i lati è presente una bratteola lineare e una lacinia calicina profondamente bifida.
Il numero cromosomico di O. flava è: 2n = 38.

### Sinonimi
Questa entità ha avuto nel tempo diverse nomenclature. L'elenco seguente indica alcuni tra i sinonimi più frequenti:
- Orobanche flava subsp. cicerbitae Uhlich & Rätzel

## Altre notizie
L'orobanche giallina in altre lingue è chiamata nei seguenti modi:
- (DE)  Hellgelbe Sommerwurz o Pestwurz-Würger
- (FR)  Orobanche jaune clair